# Deomyinae
A Deomyinae az emlősök (Mammalia) osztályának a rágcsálók (Rodentia) rendjébe, ezen belül az egérfélék (Muridae) családjába tartozó alcsalád.
Egyes rendszerbesorolások az egérformák közé sorolják az ide tartozó nemeket, de a modern kutatások szerint önálló alcsalád.

## Rendszerezés
Az alcsaládba 4 nem és 44 faj tartozik:
- Acomys I. Geoffroy, 1838 – tüskésegerek, 21 faj
- Deomys Thomas, 1888 – 1 faj
  - kongói tüskésegér (Deomys ferrugineus) Thomas, 1888
- Lophuromys Peters, 1874 – 21 faj
- Uranomys Dollman, 1909 – 1 faj
  - Uranomys ruddi Dollman, 1909